# بيرت سميث
بيرت سميث (بالإنجليزية: Bert Smith)‏ (7 مارس 1892 في المملكة المتحدة - 1 سبتمبر 1969) هو لاعب كرة قدم بريطاني (وحمل سابقاً جنسية المملكة المتحدة لبريطانيا العظمى وأيرلندا) في مركز نصف الجناح. شارك مع منتخب إنجلترا لكرة القدم. أما مع النوادي، فقد لعب مع توتنهام هوتسبير وهدرسفيلد تاون.

## وصلات خارجية
- بيرت سميث على موقع قاعدة بيانات كرة القدم.إي يو (الإنجليزية)
- بيرت سميث على موقع ناشيونال فوتبول تيمز (الإنجليزية)